# Михайлівка (Рибницький район)
Михайлівка (рос. Михайловка; рум. Mihailovca) — село в Рибницькому районі в Молдові (Придністров'ї).
Згідно з переписом населення 2004 року кількість українців — 1,4%.